# Ed Hickey
Edgar Sylvester Hickey, detto Ed (Reynolds, 20 dicembre 1902 – Mesa, 7 dicembre 1980), è stato un cestista, giocatore di football americano, allenatore di pallacanestro, allenatore di football americano e allenatore di baseball statunitense.
È membro del Naismith Memorial Basketball Hall of Fame dal 1979 in qualità di allenatore.
Nel 1959 è stato insignito dell'Henry Iba Award.